# Madhav Singh Solanki
Madhav Singh Solanki (né le 30 juillet 1927 à Piludara, Gujarat et mort le 9 janvier 2021) est le chef du parti du Congrès national indien et ancien ministre des affaires étrangères de l'Inde. Il a été ministre en chef (en) du Gujarat à quatre reprises. Il est connu pour la théorie KHAM (en) (Kshatriya, Harijan, Adivasi et Muslim) par laquelle il est arrivé au pouvoir au Gujarat dans les années 1980

## Biographie

### Jeunesse et formation
Madhav Singh Solanki est né le 30 juillet 1927 dans la ville de Piludara dans l'état de Gujarat en Inde. Il est titulaire d'un baccalauréat en arts et droits.

### Vie privée et famille
Il est marié à Vimlaben Solanki et est père de 5 enfants, dont le politicien et président du Comité du Congrès du Gujarat Pradesh (en), Bharatsinh Madhavsinh Solanki (en), né le 26 novembre 1953.

### Carrière
Il commence son parcours politique en 1947. 
En 1981, le gouvernement du Gujarat (en), dirigé par le ministre en chef Solanki, a introduit la réserve pour les classes socialement et économiquement arriérées basée sur les recommandations de la Commission Bakshi. Il en a résulté une agitation anti-réserve dans tout l'état qui s'est répandue dans des émeutes causant la mort de plus d'une centaine de personnes ce qui pousse Solanki à démissionner en 1985, mais est ensuite revenu au pouvoir, remportant 149 sièges sur 182 à l'assemblée. Il a été soutenu par Kshatriya, Harijan, Adivasis et les musulmans ; appelé collectivement comme théorie KHAM (en). D'autres communautés ont donc ainsi perdu leur influence politique.

## Bofors
Selon la CBI, Solanki s'est rendu à Davos en Suisse en 1992 pour assister à la Conférence économique mondiale où il aurait rencontré le ministre suisse des Affaires étrangères, René Felber, et lui aurait dit que "les enquêtes menées sur la fraude en Inde n'avaient donné aucun résultat et que la demande d'assistance mutuelle était fondée sur des considérations politiques".

## Travail social
Madhav Singh Solanki a aidé à l'ouverture de nombreux instituts d'enseignement au Gujarat, il ouvre des collèges d'ingénieurs gouvernementaux à travers le Gujarat dont le GEC MODASA. 